# Miquel Garcia Horcajo
Miquel Garcia Horcajo (Barcelona, 1958) és un periodista català. Tot i que va estudiar enginyeria, s'ha dedicat al periodisme. Ha format part de la plantilla de TV3 des que es va crear la cadena el 1983, i va treballar als serveis informatius i als programes 30 minuts i Actual. Va realitzar junt a Jaume Vilalta Casas el reportatge Raval: L'últim esglaó, emès el 3 de gener de 1988 dins el programa 30 minuts de TV3 i pel qual van rebre el Premi Ortega y Gasset l'apartat de televisió i un dels Premis Ondas 1988.
El 2000 en fou nomenat director de l'Àrea de Nous Formats de Televisió de Catalunya, una unitat especialitzada en programes innovadors de tipus social, de proximitat o de divulgació. Ha promogut sèries com Històries de Catalunya, Veterinaris, En camp contrari, Mares, Explica'ns la teva vida, El cim, Dies de transició, El paisatge favorit de Catalunya, Un lloc estrany, Aeroport, Sexes en guerra, Caçadors de paraules, A la presó, Afers Exteriors o Sense Embuts. També ha estat professor col·laborador en diversos màsters. El 2009 va rebre un dels "Premis Talento" de l'Acadèmia de les Ciències i les Arts de Televisió d'Espanya. També ha rebut el Premi Ciutat de Barcelona de Televisió.

## Obres
- Estratègies d'hibridació en telerealitat en programes de televisions generalistes (2010)
- Telerealitat a l'era dels reality shows (2011)